# Pedro Lagos
Pedro Lagos Marchant (Chillán Viejo, 12 de marzo de 1832-Concepción, 18 de enero de 1884) fue un militar chileno, uno de los más destacados de la Ocupación de la Araucanía y la Guerra del Pacífico, donde fue artífice de una de las principales victorias del conflicto: la toma del morro de Arica.

## Inicios
Hijo de Manuel Lagos de la Jara y de Rosario Marchant, nació en Nebuco, una pequeña localidad al sur de Chillán. En 1846 ingresó a la Escuela Militar, cuando todavía no había cumplido los 16 años. Salió de la escuela en 1850, y a partir de allí ingresó al ejército, siendo nombrado sargento segundo en el batallón Chacabuco, cuerpo que protagonizó el Motín de Urriola en abril de 1851, el cual tenía el fin de derrocar al gobierno de ese entonces.
Lagos, disconforme con sus compañeros de armas, defendió al gobierno. Por su lealtad fue ascendido a teniente, grado con el que participó en los enfrentamientos contra los sublevados en el norte. Tres años después fue ascendido a capitán del regimiento 4.º de línea.
Nuevamente apoyó al gobierno de Manuel Montt Torres durante otra revolución, la de 1859. Allí se ganó sus galones de teniente coronel.
Miembro desde 1860 de las tropas asentadas en la Araucanía, en 1869 se retiró del Ejército, debido a problemas relacionados con los partidos políticos (él apoyo a Montt durante las revoluciones y ahora eran sus enemigos los instalados en el gobierno). Reintegrado por el presidente Federico Errázuriz Zañartu por el año 1875, ocupó la intendencia de Ñuble y Biobío en 1879.
En 1876 fundó la Logia Masónica Tolerancia 12 de Chillán, junto a diez personalidades locales más.

## Guerra del Pacífico

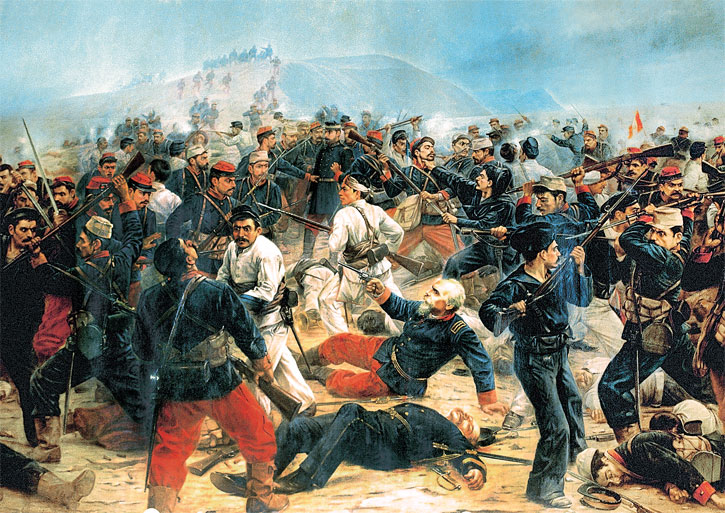
El último cartucho, pintura de la Batalla de Arica por Juan Lepiani

Al estallar la guerra, se le nombró comandante del regimiento de Santiago. Tuvo una destacada participación en la batalla de Tacna, en donde se demostró su capacidad táctica. En el punto más álgido de la batalla, intuyó Lagos que los aliados empezaban a usar sus reservas, mientras la división Amunátegui se encontraba por error a 3000 metros de la línea. Pidió Lagos dejar su papel pasivo y hacerse cargo de la situación a Manuel Baquedano, quien le dio el permiso. Así apareció Lagos dirigiendo la división Amunátegui, atacando los flancos izquierdo y centro de los peruanos, que para esos momentos se encontraban debilitados.
Poco después de esta victoria el ejército chileno se dirigió a Arica, pues se necesitaba restablecer las comunicaciones con la escuadra apoderándose del puerto. En la defensa de Arica, había unos 2000 peruanos, dirigidos por Francisco Bolognesi Cervantes.
Lagos fue designado para dirigir la operación, Dividió sus fuerzas en tres grupos, el primero formada por el 4.º de línea y el 3.º atacaría al fuerte Ciudadela, mientras el Lautaro y el 2.º debían asaltar los fuertes del norte. Su plan dio éxito y ahora solo quedaba el Morro en poder peruano, El plan de Lagos era esperar al Buin para asaltarlo, cuando alguien no identificado habría gritado "¡Al Morro, muchachos!", provocando el asalto en masa.
Los chilenos ganan la batalla y derrotan a los peruanos en tan solo 55 minutos, no obstante estar Arica defendida por cañones de grueso calibre, minas enterradas en todos los accesos, y esto unido a la existencia de fortines, fosos y trincheras que hacían casi imposible el asalto.
Posteriormente, participa en las batallas de Chorrilos y Miraflores, ocurridas el 13 y el 15 de enero de 1881, respectivamente. Gracias a la resistencia de la III División a su mando en Miraflores, el ejército chileno pudo contraatacar y finalmente vencer al enemigo.
Ingresó junto con el ejército a Lima el 17 de enero de 1881.
Fue designado como Gobernador de Lima, donde tomó como residencia la Biblioteca de Lima, pero enfermo del hígado, siguió el consejo de sus médicos y buscó remedio en el clima de Viña del Mar. Sus últimos años los desempeñó como diputado por Rancagua, a partir de 1882. Se detuvo durante su viaje en Concepción, ciudad en la que falleció el día 18 de enero de 1884. Su cuerpo fue trasladado a Santiago, siendo enterrado en el Cementerio General de dicha ciudad.